# Sant'Angelo Lodigiano
Sant'Angelo Lodigiano este un oraș în Italia, în provincia Lodi, locutori aprox. 12.074. Are ca localități vecine	Borgo San Giovanni, Castiraga Vidardo, Graffignana, Inverno e Monteleone (PV), Marudo și Miradolo. Din el fac parte Domodossola, Maiano, Malpensata și Ranera.

## Născut în Sant'Angelo Lodigiano
- Francesca Saverio Cabrini, (1850-1967), Biserica Sf Catolică
- Mario Beccaria, (1920-2003), primar și membru al Camerei Deputaților în anii 1968 și 1976

## Demografie
Sant'Angelo Lodigiano - evoluția demografică

|  | Graficele sunt indisponibile din cauza unor probleme tehnice. Mai multe informații se găsesc la Phabricator și la wiki-ul MediaWiki. |

Date: Recensăminte sau birourile de statistică - grafică realizată de Wikipedia

1. ↑  Superficie di Comuni Province e Regioni italiane al 9 ottobre 2011 (în italiană), Istituto Nazionale di Statistica, accesat în 16 martie 2019